# 一芸入試
一芸入試（いちげいにゅうし）とは、学力審査に基づく選抜ではなく、受験者が申告する特技や入学への熱意を査定して入学者を選抜する方法を指す。
スポーツ競技歴を審査し入学を許可するスポーツ推薦が広く知られているが、総合型選抜（AO入試）、自己推薦入試、公募制推薦入試などがありまた、各学校によって名称は様々である。

## 概要
一芸入試の代表例がスポーツ推薦である。大学入試において「高校時の競技歴を評価して選抜する入試制度」と定義される。スポーツ推薦の歴史的変遷は以下のようにまとめられる。
- 日本では推薦入試の公認以前から、競技者に対する入試の優遇措置が図られていたが、これは入試要項などに明示されるものではなく、あくまでも「非公開」の制度であった。

- 推薦入試公認直後の時期は、大学紛争を通して、競技者に対する入試の優遇措置が批判にさらされ、従来のような優遇措置を実施することが困難となった。そのため、1960年代後半から1970年代初頭にかけて、各大学では競技者に対する入試の優遇措置が縮小ないし撤廃されていった。

- 私立大学の体育学部では、推薦入試公認直後から積極的に推薦入試が行われた。体育学部における推薦入試では、体育学部が求める学生像と、競技者が有する運動能力が合致することで、競技者向けの特別枠を設けなくとも、競技者を確保することが可能になっていた。

- 1970-80年代には、私立大学を中心に、競技者に対する特別枠を設けた入試が実施された。早稲田大学教育学部による「体育学専修特別選抜」は、競技者を対象に特別枠を設け、さらに競技種目・実績を指定し、公開のもとで実施された。ただし、この入試は、運動部の強化のための制度か否かという点で、その制度的位置づけと目的にジレンマを抱えた。

- 1987年（昭和62年）の臨教審答申では、スポーツ活動の評価を入試の際に考慮することが求められた。そして、その答申に沿って改訂された「昭和64年度大学入学者選抜実施要項」において、大学入試における選抜方法として「スポーツ・文化等の各種分野における諸活動の適切な評価」が示された。

- 1990年代以降、選抜方法の多様化政策が進み、学力評価の多様化から学力以外の多様な選抜方法の導入へと進んでいき、大学入試のあり方が大きな転換期を迎える中で、多くの大学がスポーツ推薦入試を導入していった。AO入試といった新たな入試方式が生まれたことも後押しして、スポーツ推薦入試の実施形式も多様化していった。

スポーツ推薦の課題として、「学業への不適応」「受験生が学部を選べないことがある」「スポーツ推薦で入学した以上、運動部に属さねばならないケースが大半で、ケガや人間関係の悩みなどに直面すれば、苦しい大学生活を強いられる」といった問題点が指摘されている。
スポーツ以外も審査対象とする一芸入試として、「文化・芸術活動に優れた者の特別選抜入学試験」（立命館大学）、「一芸一能選抜」（九州国際大学）、「一芸一能推薦」（亜細亜大学）などが存在する。
名古屋学院大学の調査では、一般入試による入学者に比べ、推薦入試による入学者の方が退学・除籍および転学部・転学科者が多かった。東京工芸大学の調査では、推薦入学試験で入学した新入生の平均点は、一般入学試験で入学した新入生の平均点よりも5教科全体で低い結果となった。これらの調査から、一芸入試を含めた推薦入試制度に否定的な意見がある。